# 巴克貝亞德
巴克 貝亞德(バックベアード、 )為日本漫畫家水木茂的漫畫「鬼太郎」中的虛構妖怪角色。

## 概要
外形為飄浮在天空、長滿著放射線狀觸鬚的獨眼黑色圓球，在故事劇情定位上以身為西洋妖怪首領的反派角色為主。
能藉著眼球放射出令人痲痺或具有破壞能力的光束，而眼球同為身上的致命弱點。
巴克貝亞德「Back Beard」名字來源現今最有可能的說法是由英國威爾斯一帶流傳的食人妖精「BugBear」名稱演變的。
在第5作的第18話的「古今」裡，巴克貝亞德的名字被以漢字「馬句部阿度」的方式記載。

## 作品中的貝亞德

### 漫畫版
貝亞德在鬼太郎作品首度登場於1966/04/17 的，劇情裡貝亞德率領西洋妖怪們占領海上的一座小島做為基地，之後與前來拯救小島人民的鬼太郎一行人對戰，故事最後貝亞德被眼珠老爹用利器攻擊身上的弱點眼球而退敗。
初次登場作品裡貝亞德為個性陰險的惡人角色，但在後續原作漫畫再登場時、多表現成略帶些趣味性質的反派。描述鬼太郎參加妖怪賽車、於1968/09/08刊登的故事中，貝亞德擔任代表美國妖怪的賽車選手，並在比賽期間藉著暢飲威士忌來治療被其它車輛撞上時造成的頸部創傷。1967~1977期間的系列其中的一篇裡，貝亞德在英國發現了一顆墜落的隕石，而隕石裡藏著類似火箭的不明外星裝置，於是想藉著此火箭裝置來進行「宇宙旅行」計畫，並阻撓想前來探測此隕石的外來人物(包括後來出現的鬼太郎一行人)。而1992年的中貝亞德參加了妖怪相撲比賽，故事裡貝亞德在圓球的外形套上了相撲選手穿的兜檔布，也在身驅上長出了四肢以方便比賽。
貝亞德在漫畫與動畫中雖多定位成反派角色，但原作漫畫裡也有擔任中立角色或成為鬼太郎伙伴的場合。1968年的系列裡的一篇中，貝亞德替眼珠老爹指引了他要找尋的敵人妖怪位置地點。而1978/11/16 的故事裡，鬼太郎被敵方妖怪催眠成惡人，於是眼珠老爹請求貝亞德協助、讓貝亞德向鬼太郎施展逆向催眠術以恢復正常，之後貝亞德也用眼球放射的破壞光束替鬼太郎消滅不少敵方妖怪。
在星野龍一改編的鬼太郎漫畫當中；貝亞德在東京灣附近的小島上建立要塞作為攻擊日本的基地，並指揮旗下西洋妖怪巫婆去奪取小孩子的靈魂作為「妖怪樹」的養份。另外在第29篇「妖怪大賽車」中擔任大賽的主辦人兼參賽者。 (貝亞德在此系列中譯本漫畫裡的譯名為「魔眼太陽」)

### 動畫版
第一作
第一作首度登場在10集、11集，和原作漫畫一樣為了征服日本而佔領海上的小島作為要塞。
之後在54集打算獲得妖怪賽車優勝者才能得到的島嶼「佐渡ヶ島」而參加比賽，該集的畫風與先前的10集、11集不同，外表的色相變成較淺色的外貌。
聲優:富田耕吉
第二作
未登場。
第三作
於46集中以一票之差擊敗妖怪翼猫，票選為西洋妖怪的首領。51集裡參加了世界妖怪賽車比賽。
另外在第三作劇場版動畫「喀喀喀的鬼太郎 妖怪大戰爭」故事中企圖占領海上小島作為基地要塞。
外型上於眼球周圍皮膚帶著些許深藍色，體內是像異次元世界般的構造。
聲優:柴田秀勝
第四作
第四作首度登場的集數為64集，為了爭奪優勝者才能得到的能實現任何願望的妖怪石；而參加了世界妖怪賽車比賽。
96~99集期間率領旗下的「西洋妖怪四天王」( 翼貓、貓女巫、布依(Вий)、巨人) 與獲得「妖怪王」能力的滑瓢妖聯手合作對付鬼太郎。故事中起初在得有強大妖力的滑瓢妖面前略居下風，但之後尋求等待著暗算滑瓢妖的時機。
另外，在第四作中巴克貝亞德的全名就只有「貝亞德(ベアード)」，名字前面的「巴克(バック)」在該作中完全被省略了，就連初登場時的字幕也是只有顯示「貝亞德(ベアード)」而已。
聲優:佐藤正治
第五作
在18集首次出現，眼球周圍的膚色改成深棕色。
體形上改回和第三作劇場版動畫中的貝亞德一樣；有著異常巨大的身驅，並加強出場時帶給人壓迫的威嚴感描寫。
外表的細胞能夠像鋼鐵般堅硬或像橡膠般柔軟地自由變化，身體體內也含有劇毒。
平時居留在異空間裡，在現實世界中只能在短暫的時間內活動。
曾經用地上的機械，加上假扮宋帝王的初代德古拉伯爵當內應下，企圖攻入地獄獲取龐大能量，但最後被鬼太郎打致重傷，被迫在異空間休養。
行為上以沉穩的談吐風雅、但殘酷的行事手段。
聲優:柴田秀勝
第六作
在第27集首度登場。
使全球包含日本在內的人類變成可控制的妖怪使之成立帝國的計劃「布里加頓計劃」的創始人，相當很賞識身為該計劃中心人物的年輕魔女阿妮愛絲與她的母親，曾吸收阿妮愛絲的母親藉此恢復能力。
中間的瞳孔為異空間，曾經把阿妮愛絲給囚禁起來關要她看著鬼太郎與受到控制的妖怪自相殘殺的場面，最後被兩人給攻破而失敗收場。隨後便開始執行計劃在單挑鬼太郎時曾化身為一千多年沒有變化的人類形態來戰鬥。
在最終章中，與滑瓢聯合結成妖怪大同盟啟動第二次妖怪大戰爭。不過被滑瓢用計令其飲混有「森林之王」(西洋巫術文化中祭司頭領) 血液的紅酒，被西洋妖怪害怕的神聖之力壓抑妖力到臨界點而暴走(暴走至極點將會大爆炸)，在天空上向地面進行無差別攻擊，最後被鬼太郎集合地上支持者的力量而消滅。
聲優:田中秀幸

### 技能
光束放射
最早的首次作品裡頭；貝亞德從眼球放射出的光束有催眠對手的能力，接著在後續作品裡有放射出令人痲痺、或能將對手焚燒的破壞光線等不同場合效果，第三作動畫中也有集中全部妖力的攻擊。
暈眩效果
當對手直瞪貝亞德的眼瞳時，會立即產生暈眩的反應。
生命力
1976/08/09 的作品故事裡，被巨刃劈成兩半時仍能存活。
飛行
可隨意飄浮在空中。

## 其它作品出現的貝亞德
電子遊戲
- 復活邪神 (ロマンシング サ・ガ)
- 龍戰士 (ブレスオブファイア)
- 狂野歷險 (ワイルドアームズ)
- 妖怪倶樂部 (妖怪倶楽部)
- 劍之世界 (ソード・ワールド)
- 女神轉生2 (デジタル・デビル物語 女神転生II)
- 真女神轉生 ()
- 惡魔城 蒼月十字架 (悪魔城ドラキュラ 蒼月の十字架)
- 鬼神降臨傳5	(ONI V -隠忍を継ぐ者)

特攝影片
鬼太郎動畫公司「東映」發行的兩部特攝影片「變身忍者嵐」與「超神三戰士」有出現名為バックベアード的眼球妖怪。
小說
日本小說家佐藤友哉的著作劇情裡軟禁主角的人物名字是バックベアード 。

## 抄襲爭議

「新宿幻景・キメラ」(上)與巴克貝亞德(下)

在貝亞德初次登場前，日本攝影家內藤正敏曾在1964年於朝日新聞出版的攝影雜誌上發表了一份作品。
此作品內容為在新宿某一處被拆除的淨水場天空上；浮現著一個令人不安、帶著觸鬚的眼孔黑球，而貝亞德的外型與此攝影作品裡的黑球極為神似，使得內藤正敏之後在1989年上的雜誌上不平地表示：
『水木茂抄襲了我的，他將它用在漫畫週刊、鬼太郎系列作品、以及零食點心的包裝上，現在世面上流傳的此圖像都是水木茂剽竊的成果。』()

## 網路論壇上的惡搞
先前日本的著名貼圖論壇「2chan （页面存档备份，存于）」()上流傳著一張貝亞德的惡搞圖片，內容是將貝亞德在原本的漫畫作品「妖怪大戰爭」中以瞪人的姿態、同時大聲叫囂喊著「在我眼睛的強大魔力面前任何花招都是沒用的」(わしの眼力にはいかなる力もかなわぬのだっ) 的一幕，改成喊著台詞「你們這些死蘿莉控！」(このロリコンどもめ！) ，於是這張以貝亞德兇狠不屑語氣咒罵蘿莉控的惡搞圖片迅速被流傳引用。
之後日本的同人畫家http://torot.net/main/main.htm （页面存档备份，存于）便藉此話題；利用日本ACG文化中常出現的蘿莉風格衣飾穿著、搭配貝亞德的外形特徵(眼球、深黑色)創造出蘿莉造型的同人角色。(在作者的設定當中，)
在他的作品裡頭當中也跟貝亞德的惡搞圖片一樣，常有用手指指著人、大聲罵著「你們這些死蘿莉控！」的CG圖片。(純為同人創作文化下產生的角色，與本作無任何關係)